# Szilasy György
Szilasy György országgyűlési képviselő, történész, az abai Attila Király Gimnázium igazgatója. 1990 és 1994 között Fejér megye 4. választókerületének az országgyűlési képviselője.

## Életrajz
1990. május 2. és 1994. június 27. között a Fejér megyei 4. választókerület országgyűlési képviselője. 1990. május 2. és 1993. július 4. között a Magyar Demokrata Fórum tagja. 1993. július 5. és 1993. augusztus 29. Magyar Igazság és Élet Pártja tagja. 1993. augusztus 30. és 1994. június 27. között független országgyűlési képviselő.
1991. szeptember 17. és 1992. október 13. között a Honvédelmi bizottság tagja. 1992. október 13. és 1994. június 27. között az Oktatási, ifjúsági és sport bizottság tagja.